# جون بي دايموند
جون بي دايموند (بالإنجليزية: Jon P. Diamond)‏ هو شخصية أعمال أمريكي، ولد في 1957.